# 5 km (przystanek kolejowy w rejonie unieckim)
5 km (ros. 5 км) – przystanek kolejowy w rejonie unieckim, w obwodzie briańskim, w Rosji.